# Чорнобровкина
Чорнобро́вкина (рос. Чернобровкина) — присілок у складі Білоярського міського округу Свердловської області.
Населення — 314 осіб (2010, 333 у 2002).
Національний склад станом на 2002 рік: росіяни — 76 %.